# Fahrschüler-Ausbildungsordnung
Die Fahrschüler-Ausbildungsordnung (FahrschAusbO) ist eine Verordnung des Bundes und dient der Sicherstellung einer bundesweit einheitlichen  Ausbildung in Fahrschulen. Sie beschreibt, welche Ziele in der Fahrausbildung erreicht werden sollen. Ziel der Ausbildung ist die Befähigung zum sicheren, verantwortungsvollen und umweltbewussten Verkehrsteilnehmer (§ 1 FahrschAusbO).
In der Fahrschüler-Ausbildungsordnung werden die Ziele und Inhalte benannt. Die Art und der Umfang der Ausbildung werden festgelegt sowie allgemeine Ausbildungsgrundsätze geregelt. Der theoretische Unterricht und sein Ablauf werden ebenfalls dargestellt. In der Ordnung wird die Stufenausbildung (Grundstufe, Aufbaustufe, Leistungsstufe, Stufe der Sonderfahrten, Reife- und Teststufe) im praktischen Unterricht beschrieben. Ausnahmen von der Fahrschüler-Ausbildungsordnung werden benannt.
Die FahrschAusbO hat sieben Anlagen. Neben Rahmenplänen für den theoretischen Unterricht im Grundstoff (Anlage 1) und den klassenspezifischen Unterricht (Anlage 2), sind auch die Sachgebiete für den praktischen Unterricht (Anlage 3) benannt. In der Anlage 4 werden die besonderen Ausbildungsfahrten klassenspezifisch aufgezählt. Die praktische Mindestausbildung für die Klassen D1, D1E, D und DE sind in Anlage 5 geregelt. Abschließend finden sich noch Funktions- und Sicherheitskontrollen sowie Handfertigkeiten der Betriebs- und Verkehrssicherheit in Anlage 6 und Ausbildungsbescheinigungen für theoretischen und praktischen Mindestunterricht in Anlage 7.